# Gorenje pri Divači
Gorenje pri Divači je naselje v Občini Sežana.